# Ramon Calliste
Ramon Calliste (ur. 16 grudnia 1985) – walijski piłkarz występujący na pozycji napastnika. Członek młodzieżowej drużyny Manchesteru United, która sięgnęła po zwycięstwo w młodzieżowym pucharze Anglii w 2003 roku.
Grając dla reprezentacji Walii U-21 wystąpił w 11 meczach kwalifikacji mistrzostw Europy. Nie strzelił żadnego gola, otrzymał 4 żółte kartki.